# 7799 Мартіншольц
7799 Мартіншольц (7799 Martinšolc) — астероїд головного поясу, відкритий 24 лютого 1996 року.
Тіссеранів параметр щодо Юпітера — 3,615.